# 셔츠보이프랭크
셔츠보이프랭크는 대한민국의 남성 4인조 락밴드로, 2017년 11월 9일 EP "내 무른 행복 곁에 남은 방"으로 데뷔했다.
BESPOK 소속 아티스트이다.      
4인 모두 성공회대학교 졸업자이다.  
관련 기사
다음기사, [엔터테인&]밴드 셔츠보이프랭크, '몽환 속에 잠든 날선 매력의 록장인'    
https://v.daum.net/v/20201201173203401
엔터뉴스, 셔츠보이프랭크, 첫 정규 'LAME' 금일 정오 발표…트리플 타이틀곡, 'K록' 새 지평 기대    
https://www.etnews.com/20201123000032
조선일보, [3시의 인디살롱] 셔츠보이프랭크 "슈게이징 장르, 묵묵히 걸을래요"    
https://www.chosun.com/site/data/html_dir/2018/09/26/2018092601273.html

## 구성원
- 안덕근 - 보컬, 기타
- 황승민- 기타
- 최하림 - 드럼, 앨범아트
- 김태준 - 베이스